# United (zespół muzyczny)
United – polski zespół muzyczny wykonujący muzykę eurodance.

## Historia zespołu
Zespół powstał w połowie 1994 r. z inicjatywy Mariusza Rogowskiego i Bartka Piaseckiego. Początkowo grupa była bezimienna. Nazwę UNITED przyjęła po 3 miesiącach.
Za większość tekstów odpowiedzialny jest Zbigniew Bieniak (dawniej wokalista takich zespołów jak Oddział Zamknięty, Yokashin i Art Cafe). Jego głos można usłyszeć też w niektórych utworach zespołu. Zespół jest uznawany za jednego z czołowych przedstawicieli polskiej muzyki dance lat 90. XX wieku. Formacja United zniknęła z polskiej sceny dance praktycznie w równym czasie z upadkiem wytwórni, w której była zakontraktowana – TicTac.

## Po rozpadzie zespołu
W roku 2007 Marcin Niewiadomski został członkiem grupy D-Bomb, gdzie pozostał do 2009 roku. Rok później (2010) razem z byłym kilkukrotnym tancerzem D-Bomb Jackiem Muszyńskim stworzył nową formację muzyki dance, house i disco polo – B-QLL, na początek odświeżając największy przebój United – Go baby go, którego był współtwórcą.

## Dyskografia

### Albumy[9][10]
| Tytuł                | Rok  | Przypisy |
| -------------------- | ---- | -------- |
| United               | 1995 | [ 11 ]   |
| Energize             | 1995 | [ 12 ]   |
| U-Xit-Me             | 1997 | [ 13 ]   |
| U-Xit-Me – Reedition | 1999 | [ 14 ]   |
| United is back       | 2001 | [ 15 ]   |
|                      |      |          |

### Single
- Koniec gry (1995) oficjalny tytuł tego singla to „Landing on the Moon”
- B-52 (1996)
- Go baby go (1997)
- U-Xit-Me (1997)
- Naprawdę nie wiem/U-Xit-Me  (1997)
- Jeszcze jedna noc (1999)
- Is Back! (2000)